# Eleição para Presidente da Assembleia da República Portuguesa de 2015
A eleição para Presidente da Assembleia da República de 2015 decoereu no dia 23 de outubro de 2015, tendo sido eleito Eduardo Ferro Rodrigues. Para que fosse eleito, eram necessários os votos de 116 dos 230 deputados.
A estas eleições concorreram Eduardo Ferro Rodrigues, com o apoio do Partido Socialista (PS) e Fernando Negrão, apoiado pelo Partido Social Democrata (PPD/PSD)
.
Os resultados deram a vitória a Ferro Rodrigues, tornando-se o primeiro Presidente da Assembleia da República não proveniente da força mais votada nas eleições legislativas (o vencedor foi a coligação Portugal à Frente, composta por PPD/PSD e o CDS-PP — e o novo presidente fazia parte do grupo parlamentar do PS).

## Processo de eleição
No início de cada legislatura, existe um breve período logo no começo da 1.ª sessão legislativa, em que não existe Presidente da Assembleia da República. Uma vez que, e de acordo com a Constituição o seu mandato termina no início da nova legislatura e não com a tomada de posse do novo Presidente. Resulta que a praxe parlamentar, que tem força de norma, tem sido a de o líder do partido com o maior número de deputados eleitos convidar a presidir em exercício de funções o antigo Presidente da Assembleia da República, caso este seja deputado eleito. De contrário segue precedências, um dos anteriores vice-presidentes, o deputado mais antigo, o deputado mais velho. A relevância desta situação é pouco significativa, sendo mais uma curiosidade, uma vez que a primeira e única função do Presidente em exercício é promover a eleição e conferir posse ao novo Presidente.
Para se ser eleito Presidente da Assembleia da República Portuguesa, uma candidatura deve ser subscritas por um mínimo de um décimo e um máximo de um quinto do número de Deputados e obter maioria absoluta dos votos dos deputados em efetividade de funções. Se tal não acontecer, uma segunda volta é realizada com as duas candidaturas mais votadas. Se nenhuma candidatura obtiver a maioria absoluta dos votos, o processo é reaberto.

## Candidatos
| Candidato (nome e idade)     | Candidato (nome e idade) | Candidato (nome e idade) | Histórico político | Ref.  |
| ---------------------------- | ------------------------ | ------------------------ | --- | ----- |
| Eduardo Ferro Rodrigues (65) |                          |                          | Deputado à Assembleia da República (1985-2022) Presidente do Grupo Parlamentar do Partido Socialista (2014-2015) Vice-Presidente da Assembleia da República (2011-2014) Secretário-Geral do Partido Socialista (2002-2004) | [ 4 ] |
| Fernando Negrão (59)         | Fernando Negrão          |                          | Deputado à Assembleia da República (desde 2002) Ministro da Segurança Social, da Família e da Criança (2004-2005) | [ 5 ] |

## Resultados
| Candidato         | Candidato               | Partidos apoiantes | Votos | %               |
| ----------------- | ----------------------- | ------------------ | ----- | --------------- |
|                   | Eduardo Ferro Rodrigues | PS                 | 120   | 52,17 / 100,00  |
|                   | Fernando Negrão         | PPD/PSD, CDS-PP    | 108   | 46,96 / 100,00  |
| Votos em branco   | Votos em branco         | Votos em branco    | 2     | 0,87 / 100,00   |
| Total             | Total                   | Total              | 230   | 100,00 / 100,00 |
| Votos necessários | Votos necessários       | Votos necessários  | 116   |                 |
| Fonte             | Fonte                   | Fonte              | [ 6 ] | [ 6 ]           |